# Fish out of Water (альбом)
Fish out of Water — дебютный сольный альбом британского музыканта Криса Сквайра, основателя и участника группы Yes. Издан 7 ноября 1975 года лейблом Atlantic Records. Был переиздан лейблом Wounded Bird Records в 2006 году. В 2007 году Stone Ghost Records (собственный лейбл Сквайра) выпустил ремастерированное издание альбома с добавлением большого количества бонус-треков.
Альбом записан после завершения работы над диском Relayer группы Yes, в период, когда группа была неактивна. Это первая сольная работа Сквайра (второй и последний его сольный диск выйдет только в 2007 г.). Для записи Сквайр пригласил дополнительных музыкантов, среди которых были Билл Бруфорд (первый барабанщик Yes, записавший с ней первый пять студийных альбомов), клавишник Патрик Мораз, саксофонист Мел Коллинз, трубач Джон Уилбрахем. Кроме того, к записи в небольшой степени был привлечён Лондонский симфонический оркестр. В открывающей альбом композиции «Hold Out Your Hand» используются органные пассажи, исполненные на органе Собора Святого Павла (исполнитель — Barry Rose).
Альбом был положительно оценен критиками и достиг позиций 25 и 69 в британских и американских чартах, соответственно.

## Список композиций
| №  | Название             | Длительность |
| -- | -------------------- | ------------ |
| 1. | «Hold Out Your Hand» | 4:13         |
| 2. | «You by My Side»     | 5:00         |
| 3. | «Silently Falling»   | 11:27        |

| №  | Название            | Длительность |
| -- | ------------------- | ------------ |
| 1. | «Lucky Seven»       | 6:54         |
| 2. | «Safe (Canon Song)» | 14:56        |

Слова, музыка и аранжировка всех композиций принадлежат Крису Сквайру.

## Участники записи
- Крис Сквайр — вокал, бас-гитара, 12-струнная гитара
- Билл Бруфорд — ударные, перкуссия
- Мел Коллинз — саксофон
- Джимми Хастингс — флейта
- Патрик Мораз — электроорган, синтезатор
- Barry Rose — орган
- Andrew Pryce Jackman — фортепиано, электрофортепиано, дирижер оркестра